# B-67
B-67 (celým názvem: Boldklubben af 1967) je grónský sportovní klub, který sídlí ve městě Nuuk (dánsky: Godthåb). Založen byl v roce 1967. Fotbalový oddíl se pravidelně účastní konečné fáze nejvyšší fotbalové soutěže v zemi. Jedná se také o grónský nejúspěšnější fotbalový klub se počtu titulů týče – v nejvyšší soutěži triumfoval celkem dvanáctkrát (naposled v sezóně 2016). Své domácí zápasy odehrává na stadionu Nuuk, který má kapacitu 2 000 diváků. Klubové barvy jsou modrá a bílá.
Mimo mužský fotbalový oddíl má sportovní klub i jiné oddíly, mj. oddíl badmintonu a házené.

## Získané trofeje
- Angutit Inersimasut GM ( 14x )
  - 1993, 1994, 1996, 1999, 2005, 2008, 2010, 2012, 2013, 2014, 2015, 2016, 2018, 2023

## Umístění v jednotlivých sezonách
Zdroj:
Legenda: Z – zápasy, V – výhry, R – remízy, P – porážky, VG – vstřelené góly, OG – obdržené góly, +/- – rozdíl skóre, B – body, zlaté podbarvení – 1. místo, stříbrné podbarvení – 2. místo, bronzové podbarvení – 3. místo, červené podbarvení – sestup, zelené podbarvení – postup, fialové podbarvení – reorganizace, změna skupiny či soutěže
| Grónsko (1969 – ) |                                             |        |   |   |   |   |    |    |     |    |        |
| Sezóny            | Liga                                        | Úroveň | Z | V | R | P | VG | OG | +/- | B  | Pozice |
| 1969              | Grønlandturneringen                         | 1      | … | … | … | … | …  | …  | …   | …  | 4.     |
| …                 |                                             |        |   |   |   |   |    |    |     |    |        |
| 1981              | Angutit Inersimasut GM                      | 1      | … | … | … | … | …  | …  | …   | …  | 4.     |
| 1982              | Angutit Inersimasut GM – sk. A              | 1      | 2 | 1 | 1 | 0 | 5  | 4  | +1  | 3  | 1.     |
| …                 |                                             |        |   |   |   |   |    |    |     |    |        |
| 1990              | Angutit Inersimasut GM – sk. A              | 1      | 3 | 2 | 0 | 1 | 21 | 5  | +16 | 4  | 2.     |
| 1991              | Angutit Inersimasut GM – sk. A              | 1      | 4 | 2 | 1 | 1 | 7  | 4  | +3  | 5  | 1.     |
| 1992              | Angutit Inersimasut GM – sk. D              | 1      | 4 | 1 | 3 | 0 | 10 | 7  | +3  | 5  | 2.     |
| 1993              | Angutit Inersimasut GM – sk. Midtgrønland   | 1      | 4 | 2 | 2 | 0 | 8  | 4  | +4  | 6  | 1.     |
| 1994              | Angutit Inersimasut GM – sk. A              | 1      | 2 | 1 | 0 | 1 | 10 | 5  | +5  | 2  | 1.     |
| 1995              | Angutit Inersimasut GM – sk. Midtgrønland A | 1      | 4 | 2 | 1 | 1 | 10 | 4  | +6  | 7  | 1.     |
| 1996              | Angutit Inersimasut GM – sk. B              | 1      | 3 | 3 | 0 | 0 | 13 | 4  | +9  | 9  | 1.     |
| 1997              | Angutit Inersimasut GM – sk. B              | 1      | 3 | 0 | 1 | 2 | 6  | 9  | -3  | 1  | 4.     |
| 1998              | Angutit Inersimasut GM – sk. A              | 1      | 3 | 1 | 0 | 2 | 10 | 8  | +2  | 3  | 3.     |
| 1999              | Angutit Inersimasut GM – sk. A              | 1      | 3 | 3 | 0 | 0 | 13 | 2  | +11 | 9  | 1.     |
| …                 |                                             |        |   |   |   |   |    |    |     |    |        |
| 2001              | Angutit Inersimasut GM – sk. Midtgrønland   | 1      | 5 | 2 | 0 | 3 | 7  | 5  | +2  | 6  | 4.     |
| 2002              | Angutit Inersimasut GM – sk. B              | 1      | 3 | 1 | 1 | 1 | 4  | 4  | 0   | 4  | 2.     |
| 2003              | Angutit Inersimasut GM – sk. B              | 1      | 3 | 2 | 1 | 0 | 11 | 4  | +7  | 7  | 1.     |
| 2004              | Angutit Inersimasut GM – sk. A              | 1      | 3 | 2 | 1 | 0 | 8  | 0  | +8  | 7  | 2.     |
| 2005              | Angutit Inersimasut GM – sk. A              | 1      | 3 | 3 | 0 | 0 | 9  | 1  | +8  | 9  | 1.     |
| 2006              | Angutit Inersimasut GM – sk. A              | 1      | 3 | 2 | 1 | 0 | 8  | 1  | +7  | 7  | 1.     |
| 2007              | Angutit Inersimasut GM – sk. A              | 1      | 3 | 1 | 0 | 2 | 5  | 3  | +2  | 3  | 4.     |
| 2008              | Angutit Inersimasut GM – sk. B              | 1      | 3 | 2 | 1 | 0 | 5  | 3  | +2  | 7  | 1.     |
| 2009              | Angutit Inersimasut GM – sk. Midtgrønland   | 1      | 4 | 2 | 1 | 1 | …  | …  | …   | 7  | 3.     |
| 2010              | Angutit Inersimasut GM – sk. A              | 1      | 3 | 3 | 0 | 0 | 14 | 1  | +13 | 9  | 1.     |
| 2011              | Angutit Inersimasut GM – sk. A              | 1      | 4 | 3 | 1 | 0 | 13 | 2  | +11 | 10 | 1.     |
| 2012              | Angutit Inersimasut GM – sk. B              | 1      | 4 | 3 | 1 | 0 | 19 | 1  | +18 | 10 | 1.     |
| 2013              | Angutit Inersimasut GM – sk. B              | 1      | 3 | 3 | 0 | 0 | 10 | 1  | +9  | 9  | 1.     |
| 2014              | Angutit Inersimasut GM – sk. A              | 1      | 3 | 2 | 1 | 0 | 10 | 1  | +9  | 7  | 1.     |
| 2015              | Angutit Inersimasut GM – sk. B              | 1      | 3 | 3 | 0 | 0 | 11 | 2  | +9  | 9  | 1.     |
| 2016              | Angutit Inersimasut GM – sk. B              | 1      | 3 | 3 | 0 | 0 | 8  | 0  | +8  | 9  | 1.     |

Poznámky k fázím grónského mistrovství
- 1969: Výsledky v první a druhé fázi turnaje nejsou známy, klub se ovšem probojoval do finální fáze celostátního turnaje. V semifinálovém klání se utkal s mužstvem Kissaviarsuk-33, kterému podlehl poměrem 1:2.
- 1981: Z této sezóny je známo pouze konečné umístění finálové fáze, v níž se klub umístil na celkovém čtvrtém místě.
- 1982: Výsledky v první a druhé fázi turnaje nejsou známy, klub se ovšem probojoval do finální fáze celostátního turnaje. Ve skupině A se umístil na prvním místě, které zaručovalo místenku v semifinále (prohra s Umanak BK 68 poměrem 2:4). Po prohře v semifinále se zúčastnil boje o třetí místo, ve kterém zvítězil nad mužstvem Siumut Amerdlok Kunuk poměrem 6:1.
- 1990: Výsledky v první fázi turnaje nejsou známy, zaručil si ovšem v této fázi postup do druhé fáze. V ní skončil na druhém nepostupovém místě ve skupině A.
- 1991: Výsledky v první fázi turnaje nejsou známy. Po vítězství ve druhé fázi (skupina A) se klub probojoval do finální fáze celostátního turnaje. Ve skupině B se umístil na druhém místě, které zaručovalo místenku v semifinále (prohra s Kissaviarsuk-33 poměrem 0:3). Po prohře v semifinále se zúčastnil boje o třetí místo, ve kterém podlehl mužstvu Tupilak-41 poměrem 0:3.
- 1992: První fázi turnaje klub skončil na druhém místě ve skupině 6, což zaručovalo postup do druhé fáze. V ní skončil na druhém nepostupovém místě ve skupině D.
- 1993: První fázi turnaje klub skončil na prvním místě ve skupině Nuuk, což zaručovalo postup do druhé fáze. Po vítězství ve druhé fázi (skupina A) se klub probojoval do finální fáze celostátního turnaje. Ve skupině B se umístil na prvním místě, které zaručovalo místenku v semifinále (výhra nad Tupilak-41 poměrem 2:1). Po semifinálovém vítězství se klub zúčastnil finále o celkového mistra Grónska. V něm zvítězil nad mužstvem Kissaviarsuk-33 poměrem 1:0 a získal tak svůj první mistrovský titul.
- 1994: Výsledky v první a druhé fázi turnaje nejsou známy, klub se ovšem probojoval do finální fáze celostátního turnaje. Ve skupině A se umístil na prvním místě, které zaručovalo místenku v semifinále (výhra nad Kugsak-45 poměrem 1:0). Po semifinálovém vítězství se klub zúčastnil finále o celkového mistra Grónska. V něm zvítězil nad mužstvem Aqigssiaq Maniitsoq poměrem 2:0 a získal tak svůj druhý mistrovský titul.
- 1995: Výsledky v první fázi turnaje nejsou známy. Po vítězství ve druhé fázi (skupina Midtgrønland A) se klub probojoval do finální fáze celostátního turnaje. Ve skupině B se umístil na prvním místě, které zaručovalo místenku v semifinále (prohra s Kissaviarsuk-33 poměrem 0:1). Po prohře v semifinále se zúčastnil boje o třetí místo, ve kterém podlehl mužstvu Siumut Amerdlok Kunuk poměrem 0:1.
- 1996: Výsledky v první a druhé fázi turnaje nejsou známy, klub se ovšem probojoval do finální fáze celostátního turnaje. Ve skupině B se umístil na prvním místě, které zaručovalo místenku v semifinále (výhra nad Disko-76 poměrem 7:0). Po semifinálovém vítězství se klub zúčastnil finále o celkového mistra Grónska. V něm zvítězil nad mužstvem Kugsak-45 poměrem 6:3 a získal tak svůj třetí mistrovský titul.
- 1997: Výsledky v první a druhé fázi turnaje nejsou známy, klub se ovšem probojoval do finální fáze celostátního turnaje. Ve skupině B se umístil na posledním čtvrtém místě, které zaručovalo pouze souboj o konečné sedmé místo v turnaji. V něm klub zvítězil nad mužstvem FC Malamuk poměrem 5:2.
- 1998: Výsledky v první fázi turnaje nejsou známy. Po třetím místě ve druhé fázi (skupina Midtgrønland) se klub probojoval do finální fáze celostátního turnaje. Ve skupině A se umístil na třetím místě, které zaručovalo pouze souboj o konečné páté místo v turnaji. V něm klub zvítězil nad mužstvem Nagdlunguaq-48 poměrem 4:1.
- 1999: Výsledky v první fázi turnaje nejsou známy. Po vítězství ve druhé fázi (skupina Midtgrønland) se klub probojoval do finální fáze celostátního turnaje. Ve skupině A se umístil na prvním místě, které zaručovalo místenku v semifinále (výhra nad Nuuk Idraetslag poměrem 3:1). Po semifinálovém vítězství se klub zúčastnil finále o celkového mistra Grónska. V něm zvítězil nad mužstvem Kugsak-45 poměrem 3:1 a získal tak svůj čtvrtý mistrovský titul.
- 2001: Výsledky v první fázi turnaje nejsou známy, zaručil si ovšem v této fázi postup do druhé fáze. V ní skončil na čtvrtém nepostupovém místě ve skupině Midtgrønland.
- 2002: Výsledky v první fázi turnaje nejsou známy. Po vítězství ve druhé fázi (skupina Midtgrønland B) se klub probojoval do finální fáze celostátního turnaje. Ve skupině A se umístil na druhém místě, které zaručovalo místenku v semifinále (výhra nad Nagdlunguaq-48 poměrem 3:2). Po semifinálovém vítězství se klub zúčastnil finále o celkového mistra Grónska. V něm podlehl mužstvu Kugsak-45 poměrem 1:3 a obsadil tak celkové druhé místo.
- 2003: Výsledky v první fázi turnaje nejsou známy. Po vítězství ve druhé fázi (skupina Midtgrønland) se klub probojoval do finální fáze celostátního turnaje. Ve skupině B se umístil na prvním místě, které zaručovalo místenku v semifinále (prohra s Kugsak-45 poměrem 2:3). Po prohře v semifinále se zúčastnil boje o třetí místo, ve kterém zvítězil nad mužstvem Narsaq-85 poměrem 3:0.
- 2004: Výsledky v první a druhé fázi turnaje nejsou známy, klub se ovšem probojoval do finální fáze celostátního turnaje. Ve skupině A se umístil na druhém místě, které zaručovalo místenku v semifinále (výhra nad Kugsak-45 poměrem 4:0). Po semifinálovém vítězství se klub zúčastnil finále o celkového mistra Grónska. V něm podlehl mužstvu FC Malamuk poměrem 0:1 a obsadil tak celkové druhé místo.
- 2005: Výsledky v první a druhé fázi turnaje nejsou známy, klub se ovšem probojoval do finální fáze celostátního turnaje. Ve skupině A se umístil na prvním místě, které zaručovalo místenku v semifinále (výhra nad G-44 Qeqertarsuaq poměrem 2:1). Po semifinálovém vítězství se klub zúčastnil finále o celkového mistra Grónska. V něm zvítězil nad mužstvem Nagdlunguaq-48 poměrem 3:1 a získal tak svůj pátý mistrovský titul.
- 2006: Výsledky v první a druhé fázi turnaje nejsou známy, klub se ovšem probojoval do finální fáze celostátního turnaje. Ve skupině B se umístil na prvním místě, které zaručovalo místenku v semifinále (prohra s Narsaq-85 poměrem 4:5). Po prohře v semifinále se zúčastnil boje o třetí místo, ve kterém zvítězil nad mužstvem A.T.A. poměrem 3:2.
- 2007: Výsledky v první a druhé fázi turnaje nejsou známy, klub se ovšem probojoval do finální fáze celostátního turnaje. Ve skupině B se umístil na posledním čtvrtém místě, které zaručovalo pouze souboj o konečné sedmé místo v turnaji. V něm klub zvítězil nad mužstvem Kagssagssuk Maniitsoq poměrem 10:0.
- 2008: Výsledky v první fázi turnaje nejsou známy. Po druhém místě ve druhé fázi (skupina Midtgrønland) se klub probojoval do finální fáze celostátního turnaje. Ve skupině B se umístil na prvním místě, které zaručovalo místenku v semifinále (výhra nad FC Malamuk poměrem 2:0). Po semifinálovém vítězství se klub zúčastnil finále o celkového mistra Grónska. V něm zvítězil nad mužstvem Kissaviarsuk-33 poměrem 1:0 a získal tak svůj šestý mistrovský titul.
- 2009: Výsledky v první fázi turnaje nejsou známy, zaručil si ovšem v této fázi postup do druhé fáze. V ní skončil na třetím nepostupovém místě ve skupině Midtgrønland.
- 2010: Výsledky v první fázi turnaje nejsou známy. Po prvním místě ve druhé fázi (skupina Midtgrønland) se klub probojoval do finální fáze celostátního turnaje. Ve skupině A se umístil na prvním místě, které zaručovalo místenku v semifinále (výhra nad Nuuk Idraetslag poměrem 4:0). Po semifinálovém vítězství se klub zúčastnil finále o celkového mistra Grónska. V něm zvítězil nad mužstvem G-44 Qeqertarsuaq poměrem 5:0 a získal tak svůj sedmý mistrovský titul.
- 2011: Výsledky v první fázi turnaje nejsou známy. Po prvním místě ve druhé fázi (skupina Midtgrønland) se klub probojoval do finální fáze celostátního turnaje. Ve skupině A se umístil na prvním místě, které zaručovalo místenku v semifinále (výhra nad Tupilak-41 poměrem 7:0). Po semifinálovém vítězství se klub zúčastnil finále o celkového mistra Grónska. V něm podlehl mužstvu G-44 Qeqertarsuaq poměrem 7:6 po penaltách (1:1 v základní hrací době) a obsadil tak celkové druhé místo.
- 2012: Výsledky v první a druhé fázi turnaje nejsou známy, klub se ovšem probojoval do finální fáze celostátního turnaje. Ve skupině B se umístil na prvním místě, které zaručovalo místenku v semifinále (výhra nad FC Malamuk poměrem 6:0). Po semifinálovém vítězství se klub zúčastnil finále o celkového mistra Grónska. V něm zvítězil nad mužstvem Nagdlunguaq-48 poměrem 3:2 a získal tak svůj osmý mistrovský titul.
- 2013: Výsledky v první a druhé fázi turnaje nejsou známy, klub se ovšem probojoval do finální fáze celostátního turnaje. Ve skupině B se umístil na prvním místě, které zaručovalo místenku v semifinále (výhra nad Nuuk Idraetslag poměrem 4:0). Po semifinálovém vítězství se klub zúčastnil finále o celkového mistra Grónska. V něm zvítězil nad mužstvem G-44 Qeqertarsuaq poměrem 3:2 a získal tak svůj devátý mistrovský titul.
- 2014: Výsledky v první fázi turnaje nejsou známy. Po prvním místě ve druhé fázi (skupina Midtgrønland) se klub probojoval do finální fáze celostátního turnaje. Ve skupině A se umístil na prvním místě, které zaručovalo místenku v semifinále (výhra nad G-44 Qeqertarsuaq poměrem 2:1). Po semifinálovém vítězství se klub zúčastnil finále o celkového mistra Grónska. V něm zvítězil nad mužstvem FC Malamuk poměrem 1:0 a získal tak svůj desátý mistrovský titul.
- 2015: Výsledky v první fázi turnaje nejsou známy. Po druhém místě ve druhé fázi (skupina Midtgrønland) se klub probojoval do finální fáze celostátního turnaje. Ve skupině B se umístil na prvním místě, které zaručovalo místenku v semifinále (výhra nad G-44 Qeqertarsuaq poměrem 1:0). Po semifinálovém vítězství se klub zúčastnil finále o celkového mistra Grónska. V něm zvítězil nad mužstvem Inuit Timersoqatigiiffiat-79 poměrem 3:1 a získal tak svůj jedenáctý mistrovský titul.
- 2016: Výsledky v první fázi turnaje nejsou známy. Po prvním místě ve druhé fázi (skupina Midtgrønland) se klub probojoval do finální fáze celostátního turnaje. Ve skupině B se umístil na prvním místě, které zaručovalo místenku v semifinále (výhra nad Inuit Timersoqatigiiffiat-79 poměrem 4:0). Po semifinálovém vítězství se klub zúčastnil finále o celkového mistra Grónska. V něm zvítězil nad mužstvem Nagdlunguaq-48 poměrem 3:1 a získal tak svůj dvanáctý mistrovský titul.